# エゴズ (イスラエル国防軍)
エゴズ (英語: Egoz, ヘブライ語: אגוז) は、イスラエル陸軍所属の特殊部隊の一つである。
最初にエゴズの名を冠する部隊が創設されたのは1956年の第二次中東戦争時で、現在のエゴズ隊は1990年代に北部軍ゴラニ旅団隷下の対ゲリラ戦部隊として編成された部隊であり、第621部隊, エゴズ大隊, サイェレット・エゴズなどとも表現される。名称の"エゴズ"とはヘブライ語で種実類(ナッツ)を意味する語である。
エゴズ隊は主にレバノン南部でのヒズボラに対する作戦に従事し、イスラエル軍のレバノン撤退後はガザ地区やヨルダン川西岸地区でも任務を行っている。エゴズは創設20周年を迎えた2015年の末に、新たに創設された中央軍第98空挺師団隷下の統合特殊作戦旅団である第89"オズ"旅団の指揮下に移動した。

## 歴史

### 以前のエゴズ隊
1956年の第二次中東戦争の際、エゴズと名づけられた特殊部隊（偵察部隊）が創設された。この部隊は友軍同士の誤射事件をきっかけに、数ヵ月後に一旦解隊された。
1963年頃になるとシリアとの間で水資源をめぐる緊張が高まり、北部の水道パイプラインの警備/護衛を行う部隊としてエゴズ隊は再編成された。1965年頃にこの緊張状態が緩和されると、パイプラインの警備活動は軍の通常部隊に任される事となり、エゴズ隊は再び活動を縮小した。
1967年にイスラエル側の奇襲攻撃によって始まった第三次中東戦争の後、1968年ごろには北部地区のレバノン国境付近の都市が何度かのテロ攻撃を受け、イスラエル軍特殊部隊はこういったテロに対する報復作戦を行うようになり、エゴズ隊もこの任務を担う部隊として再度活動を開始した。
1973年にはシリア・エジプト側に奇襲によって第四次中東戦争が勃発し、エゴズ隊も戦闘で多くの死傷者を出した。この事を背景に、エゴズ隊は1974年に再度解隊された。

### 現在のエゴズ隊

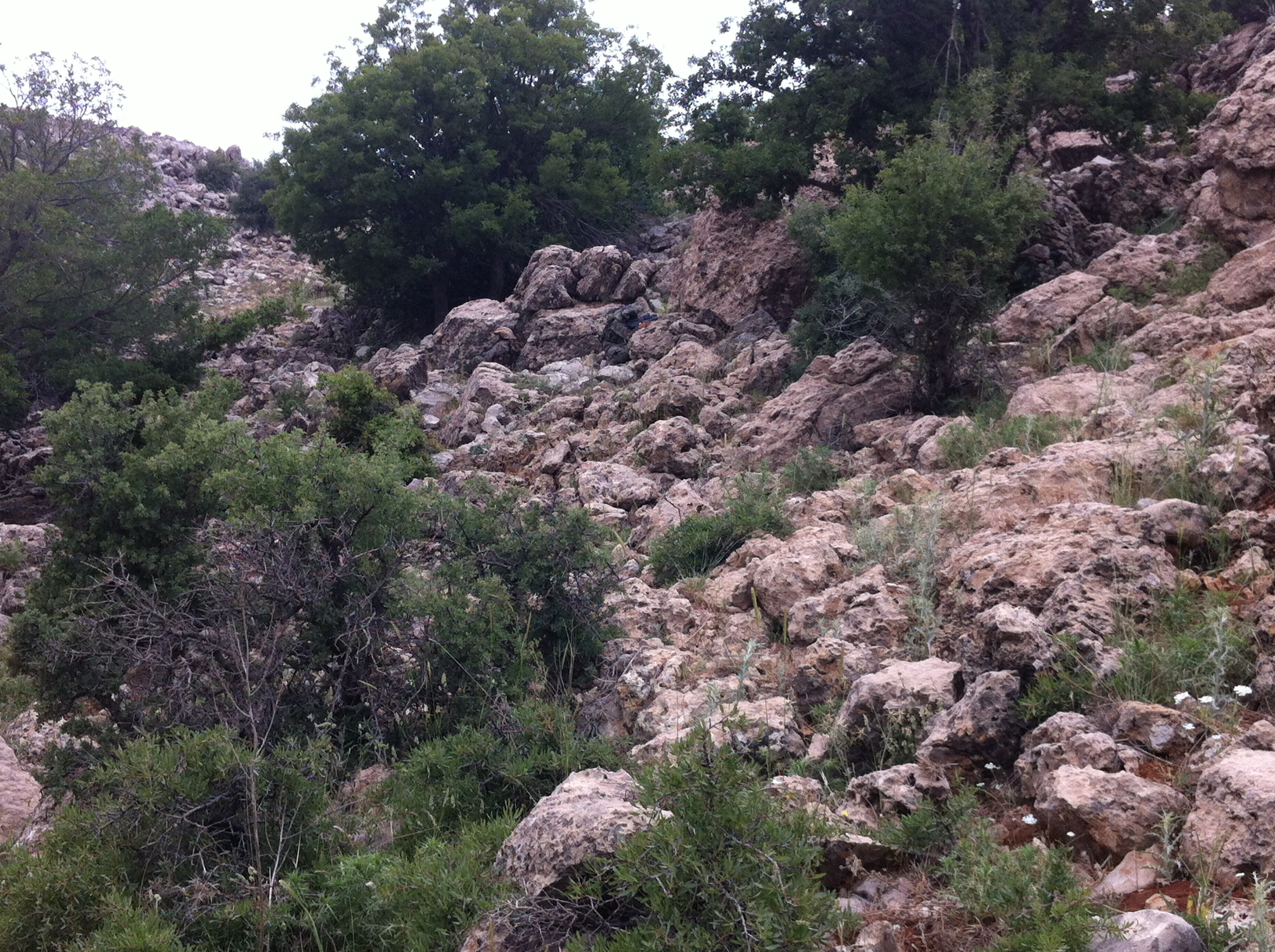
岩場で潜伏する2名のエゴズ隊員

1970年代半ば以降、レバノン南部に拠点を移したPLOのメンバーによる、イスラエル北部の都市に対する越境テロ攻撃が増加した。これを受けてイスラエル軍は1978年にはリタニ川以南の地域に対する限定的な侵攻作戦 (リタニ作戦)を行い、1982年には更に大規模なレバノンへの侵攻作戦 (ガリラヤの平和作戦)を実施してレバノン南部地域を軍事的に占領し、PLOをチュニジアに追い出す事に成功した。イスラエル軍はレバノン南部にセキュリティーゾーンと呼ばれる緩衝地帯を構築し、親イスラエルの民兵組織である南レバノン軍やゴラニ旅団偵察部隊にこの地域の防備を担わせ、1985年には大半の地上軍部隊を引き揚げさせた。一方この地域では、PLOに代わり、イランのホメイニ師により送り込まれたヒズボラが勢力を増していた。
イスラエル軍主力部隊の退却後しばらくの間は、状況はイスラエル軍にとって有利だった。ヒズボラやレバノンの親シリア系ゲリラ組織は充分に訓練されておらず、衝突が起こってもイスラエル軍部隊は彼らを抑える事が可能であった。しかし次第にヒズボラのゲリラ戦術が高度化し、また元々地の利が彼らの側にあったこともあり、イスラエル側は彼等との衝突で死傷者を出すようになっていった。
こういった状況を受け、この地域での対ゲリラ戦を専門に行う部隊として1995年に現在のエゴズ隊が北部軍ゴラニ旅団の指揮下に再度編成された。戦力化を早めるため、既に特殊部隊として活動していた第35"ツァンハニム"空挺旅団の偵察大隊である第5135特殊空挺大隊隷下の偵察中隊"パルサー・ツァンハニム"の1個小隊を母体として、サイェレット・マトカルやゴラニ旅団偵察中隊"パルサー・ゴラニ"の予備役隊員らを加えて拡張する形で編成されており、また編成時の指揮官となったエレツ・ザッカーマンはイスラエル海軍の精鋭特殊部隊"シャイェテット・13"のベテラン隊員であり指揮官を務めたこともある人物であった。この結果、エゴズ隊の基本的な戦術はシャイェテット・13のそれを規範としたものとなった。ザッカーマンはエゴズ隊をレバノン南部地域における対ヒズボラ/対ゲリラ戦に特化した部隊に仕立て上げた。また初期のエゴズ隊には対ゲリラ作戦を支援するため、軍用犬を運用するオケッツ隊からも要員が派遣されていた。
2000年にイスラエル軍がレバノン南部からの撤退を決めると、エゴズの主任務であるヒズボラとの対ゲリラ戦の必要性は大幅に減少する事となった。1994年にイスラエル軍がガザ地区から撤退した後、ガザ地区での情報収集や浸透活動（ミスタアラビム）を主任務としていたシムション隊が解隊されたのと同様に、エゴズについても解隊が検討された。しかしながらイスラエル国内やヨルダン川西岸地区・ガザ地区での低強度紛争や対テロ作戦の必要性が増してきていたため、エゴズ隊の主任務をこちらに転換させる方針が採られる事となった。というのも、イスラエル国内で活動するPLOやPFLPの戦闘員は、レバノン南部におけるヒズボラの戦術を参考としてイスラエルに対する攻撃を行っていたため、いわばイスラエル国内が"レバノン南部化"してきており、エゴズの培ってきた対ゲリラ戦の経験や技術が、国内での対テロ作戦にも有効であると考えられたためであった。
エゴズはこの後、2006年のレバノン再侵攻や2014年のプロテクティブ・エッジ作戦にも投入され、戦果を挙げた。
2015年にイスラエル陸軍のいくつかの特殊部隊を統合運用する組織として、中央軍第98空挺師団の指揮下に第89"オズ"旅団が新編される事となり、長距離偵察活動を専門とするマグラン、ヨルダン川西岸地区でのミスタアラビム作戦に従事するドゥヴデヴァン、砂漠地域での哨戒や偵察活動に特化したリモンと共に、エゴズもオズ旅団の指揮下となった。

## 訓練課程

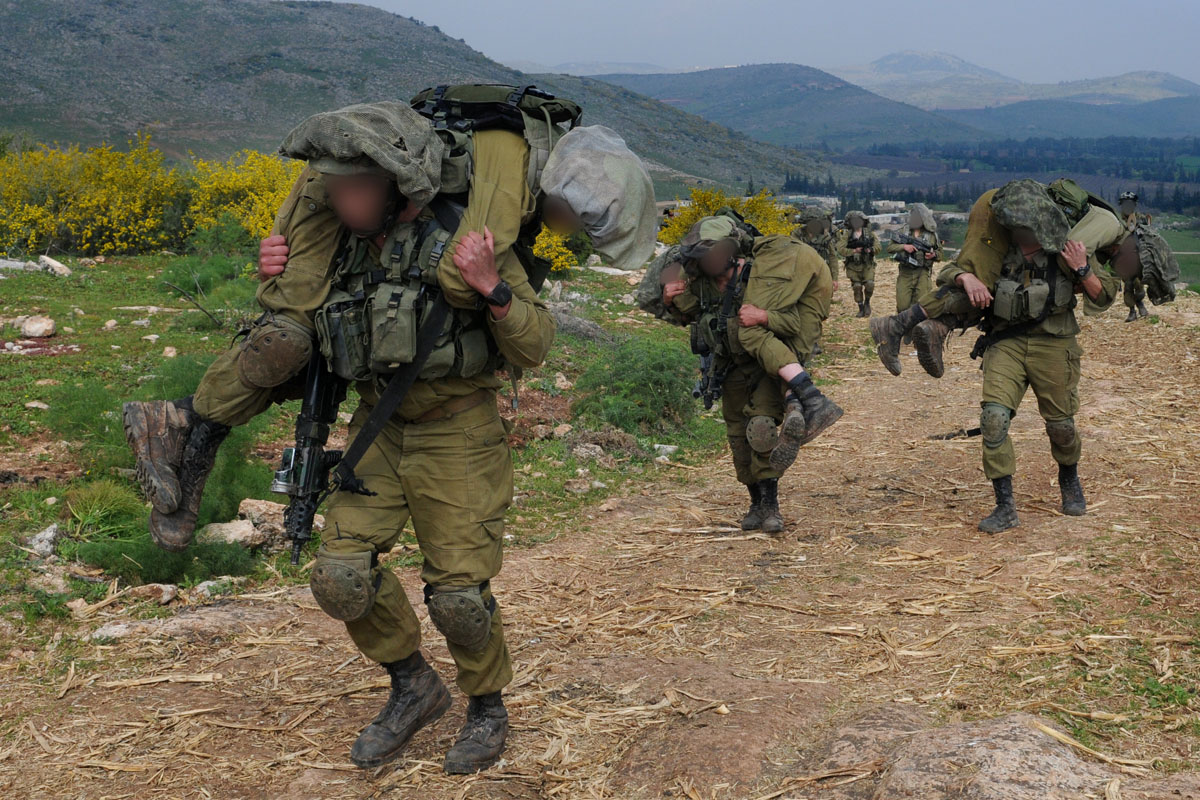
救出訓練を行うエゴズ隊の訓練生

- 4ヶ月の基本歩兵訓練 - ゴラニ旅団との合同訓練。
- 2ヶ月の上級歩兵訓練 - ゴラニ旅団との合同訓練。
- 2週間のパラシュート降下訓練。
- 3週間の特殊部隊下士官/指揮官訓練。
- 8ヶ月の専門訓練過程。
  - 国境地域での戦闘訓練。
  - 野戦・野営・野戦構築・カモフラージュ訓練。
  - ナビゲーション訓練。
  - ヘルモン山での山岳訓練 - 山岳特殊部隊"アルピニスティム"との合同訓練。